# Edwin Jansen
Eduardus Paulus (Edwin) Jansen (Amsterdam, 9 januari 1967) is een Nederlandse artiestenmanager. Hij is onder andere de ontdekker van de zangeres Anouk en was korte tijd met haar getrouwd. Ook ontdekte hij de band Kane. Tevens was hij manager van de Haagse band DI-RECT. Verder doet het bedrijf van Jansen, AT Productions, het management van een aantal artiesten.
Bij het grote publiek is hij vooral bekend geworden van zijn optreden als jurylid van het televisieprogramma Idols.